# Hermannia althaeifolia
Hermannia althaeifolia es una especie de arbusto perteneciente a la familia de las malváceas. Es originaria de Sudáfrica.

## Descripción
Es un planta herbácea anual, en ocasiones perennifolia de pequeño tamaño, difusa o decumbente, densamente tomentosa, las hojas inferiores con pecíolo largo, ovadas o sub-cordadas. Las inflorescencias en pedúnculos con 2-3 de flores, más largas que las hojas superiores. Las flores amarillas grandes y brillantes.